# Marcel Büchel
Marcel Büchel (* 18. März 1991 in Feldkirch) ist ein liechtensteinisch-österreichischer Fussballspieler auf der Position eines Mittelfeldspielers.
Sein Pflichtspieldebüt als Profi gab Büchel gegen einen österreichischen Klub, als er am 4. November 2010 beim Europa-League-Gruppenspiel gegen den FC Red Bull Salzburg zu einem knapp 30-minütigen Einsatz kam.

## Karriere

### Karrierebeginn in Feldkirch
Der 1991 in der zweitgrössten Stadt Vorarlbergs geborene Büchel begann zuerst eine Karriere als Skifahrer, bevor er überhaupt im Fussballbereich Fuss fassen konnte. Als Skifahrer galt Büchel, dessen Familie ebenfalls sehr sport- und vor allem skibegeistert ist, als eines der grössten Nachwuchstalente des Landes und war als Vereinsangehöriger des WSV Nofels dreimaliger Schülermeister in den Jahren 2000, 2003 und 2004. Auch sein um rund fünf Jahre älterer Bruder Raphael war in seiner Jugend ein erfolgreicher Skifahrer und wurde ebenfalls beim WSV Nofels Schülermeister des Jahres 2001. Seine eigentliche Karriere als Fussballspieler begann Marcel Büchel schliesslich in seiner Geburtsstadt beim dort ansässigen FC Blau-Weiß Feldkirch, von dessen Jugendabteilung er bald darauf in das Bundesnachwuchszentrum (BNZ) Vorarlberg wechselte. Nach einiger Zeit in der Vorarlberger Nachwuchsakademie kam Büchel an die Fußballakademie Linz, wo er fortan aktiv war.

### Wechsel in die Schweiz
Bereits im fortgeschrittenen Nachwuchsalter erhielt der Linksfuss schliesslich ein Angebot aus der Schweiz, der FC St. Gallen wollte ihn zu sich in die Jugendabteilung holen. Nach einem gelungenen Transfer in die Gallusstadt besuchte Büchel die Handels- und Dolmetscherschule St. Gallen. Nach einigen lehrreichen Jahren im St. Galler Nachwuchs wechselte das österreichische Nachwuchstalent, dem unter anderen Inter Mailand nach einem absolvierten Probetraining aufgrund seiner schmächtigen Statur und seiner geringen Körpergrösse absagte, zur AC Siena nach Italien, wo er gleich einen Jungprofivertrag erhielt und nur ein paar Monate darauf mit einem Fünfjahresvertrag ausgestattet wurde.

### Erste Erfolge in Italien
Beim Klub aus der Toskana absolvierte er eine erfolgreiche Saison mit dem Primaverateam und wurde dabei auch einige Male ins Profiteam geholt, das seinen Spielbetrieb zu diesem Zeitpunkt noch in der erstklassigen italienischen Serie A hatte. So wurde Büchel im Januar 2010 erstmals als Ersatzspieler für ein Serie-A-Spiel in das Profikader geholt und sass dabei bei der 0:4-Niederlage seiner Mannschaft gegen die AC Mailand über die volle Spieldauer vor rund 44'000 Zuschauern auf der Ersatzbank. Bereits zuvor sass der damals 18-Jährige im November beim Drittrundenspiel der Coppa Italia 2009/10 gegen die US Grosseto erstmals auf der Ersatzbank der AC Siena. Nach dem Abstieg des Klubs in die Zweitklassigkeit wurde Büchel vorerst als Akteur für die Kampfmannschaft für die kommende Spielzeit 2010/11 eingeplant und bekam zuvor bereits Angebote aus der Lega Pro Prima Divisione, der dritthöchsten Spielklasse im italienischen Fussball, unter anderem von der US Cremonese.
Im Sommer 2010 nahm schliesslich der 27-fache italienische Meister Juventus Turin mit dem 19-jährigen Mittelfeldakteur Kontakt auf, woraufhin Büchel ohne Manager nach Turin reiste, um die Vertragsverhandlungen zu führen. Dabei wurden ihm ein vorzeitiges Engagement im Primaverateam wie auch fünf bis zehn garantierte Einsätze in der Serie A zugesagt. Nachdem der unter anderem vom österreichischen U-19-Teamchef Andreas Heraf als «kreativer Spieler» und «begnadeter Linksfuss» bezeichnete Büchel den Leihvertrag unterschrieben hatte, kam er bald darauf in Testspielen der Profimannschaft zum Einsatz und absolvierte im September 2010 auch seine ersten Spiele im Primaverateam des Vereins.

### Pflichtspieldebüt bei Juventus Turin
Nachdem Büchel im August 2010 unter anderem im Qualifikationsspiel der UEFA Europa League 2010/11 gegen den SK Sturm Graz auf der Ersatzbank der Turiner gesessen hatte, kam er im späteren Hauptwettbewerb in der Gruppenphase zu seinem ersten Pflichtspieleinsatz für Juventus Turin. Nachdem der Turiner Erfolgsklub dabei im Rückspiel gegen den FC Red Bull Salzburg gleich auf 17 Spieler hatte verzichten müssen und somit die Chancen Büchels deutlich erhöht wurden, in dieser Begegnung zum Einsatz zu kommen, wurde der 19-Jährige am 4. November 2010 beim 0:0-Heimremis seines Teams in der 63. Spielminute für Miloš Krasić eingewechselt und absolvierte dabei knapp 30 Minuten im linken Mittelfeld.

### Leihstationen in Italien
In der Spielzeit 2011/12 war Büchel an die AS Gubbio 1910 in die Serie B ausgeliehen. 2012/13 spielte er bei der US Cremonese in der Lega Pro Prima Divisione. 2013/14 folgte eine Leihe zur SS Virtus Lanciano, 2014/15 zum FC Bologna. Beide Vereine spielten jeweils in der Serie B. Im Sommer 2015 wurde Büchel an den Erstligisten FC Empoli ausgeliehen. Er kam in der Saison 2015/16 in 28 Partien zum Einsatz und erzielte zwei Tore, woraufhin ihn Empoli fest verpflichtete. In der Folgesaison stieg Büchel mit dem Team ab. Daraufhin wurde er an Hellas Verona, gerade in die Serie A aufgestiegen, ausgeliehen, die Büchel im Sommer 2018 fest verpflichtete.

### International
Erste Erfahrungen in einer österreichischen Nachwuchsauswahl sammelte Büchel erst im Alter von 18 Jahren, als er im August 2009 erstmals in das Kader der U-19-Nationalmannschaft seines Heimatlandes berufen wurde. Nachdem er im September 2009 ein weiteres Mal in das U-19-Kader berufen worden war, gab er am 8. September 2009 beim 5:1-Erfolg gegen die Alterskollegen aus Slowenien sein Länderspieldebüt, als er von Beginn an auf dem Rasen stand und in der 70. Spielminute durch Miodrag Vukajlović ersetzt wurde. Bald nach seinem Debüt im rot-weiss-roten Nationaldress wurde Büchel vom U-19-Nationaltrainer Andreas Heraf in das 18-Mann-Kader Österreichs berufen, das an der Qualifikation zur U-19-Fussball-Europameisterschaft 2011 teilnahm.
Sein Debüt in der U-19-EM-Quali gab der Legionär schliesslich am 10. Oktober 2009 beim österreichischen 5:1-Kantersieg über die U-19-Auswahl aus Armenien, als er von Beginn an zum Einsatz kam und ab Minute 57 durch Tobias Kainz ersetzt wurde. Nach einem weiteren 36-minütigen Einsatz zwei Tage später bei einer 0:4-Niederlage gegen die Alterskollegen aus Rumänien war Büchels Zeit in der österreichischen U-19-Nationalmannschaft nach nur drei absolvierten Länderspielen schon wieder vorbei. Nachdem er bereits während seiner Zeit im U-19-Nationalteam nicht die nötige Aufmerksamkeit von Teamchef Heraf bekommen hatte, warf ihn dieser aus dem Team, nachdem Büchel, der für ein weiteres Qualifikationsspiel nur auf Abruf ins Team geholt wurde, nicht mit nach Frankreich hatte reisen wollen.
Am 18. September 2015 wurde bekannt, dass Büchel die Liechtensteiner Staatsbürgerschaft angenommen hat und künftig für das Nationalteam des Fürstentums spielen wird.